# Абдрахманов Єрсаін
Єрсаі́н Абдрахма́нов  (нар.21 січня 1946 — пом.31 липня 2001) — радянський та казахський режисер документального та мультиплікаційного кіно, директор фільму. 

## Біографія
У 1969 році закінчив художньо-графічний факультет Казахстанського Державного Педагогічного інституту ім. Абая. Працював викладачем. З 1970 — прорисовщик, потім — аніматор і художник декоратор мультцеху кіностудії «Казахфільм» (пізніше — начальник мультцеху). З 1975 — режисер. Постановник ряду документальних фільмів. Перший декан кінофакультету Казахської національної академії мистецтв імені Т. Жургенова. Член АСІФА.

## Фільмографія
Режисер:
- У країні розових кіз (1976, мультфільм)
- Чарівний кавун (1978, мультфільм)
- Жайворонок (1986, мультфільм)
- Сенс життя (1987, мультфільм) та ын.